# Coelorinchus

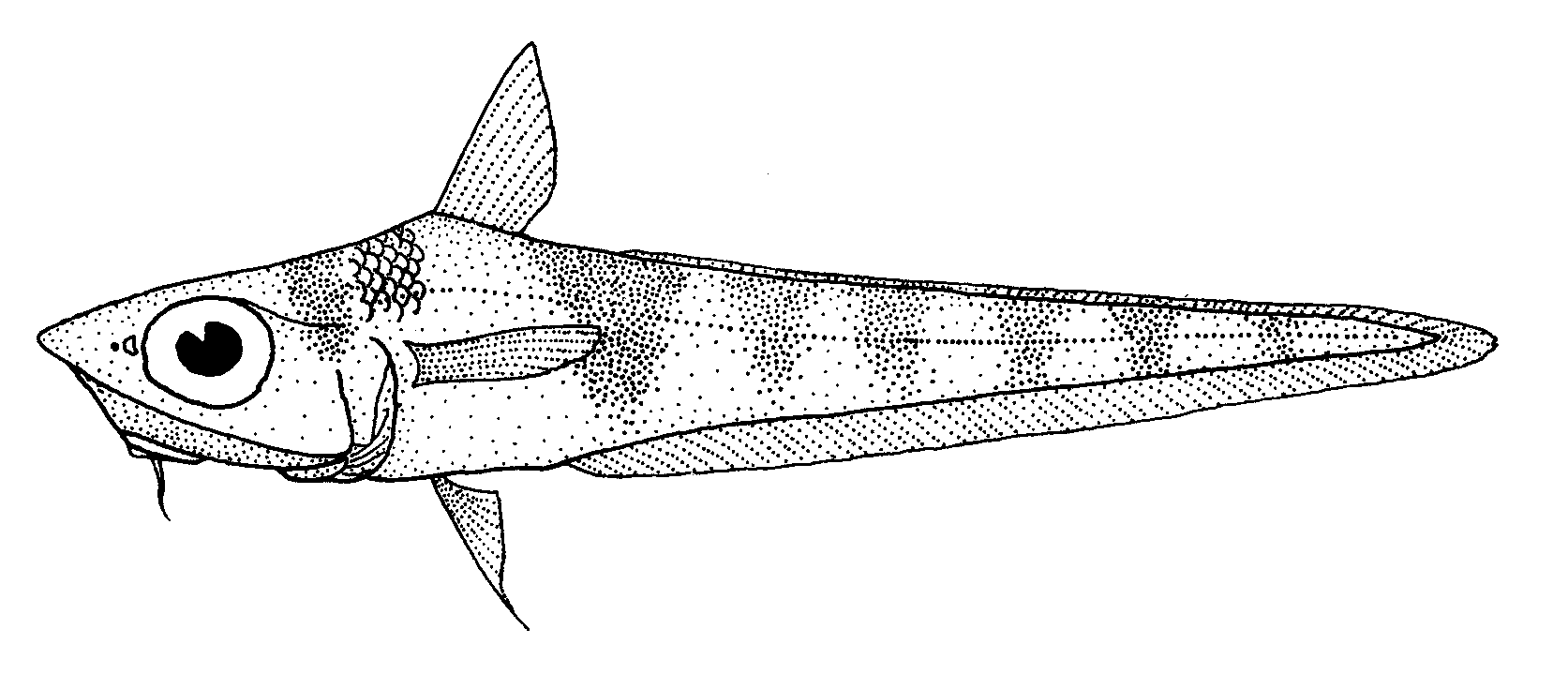
Coelorinchus fasciatus

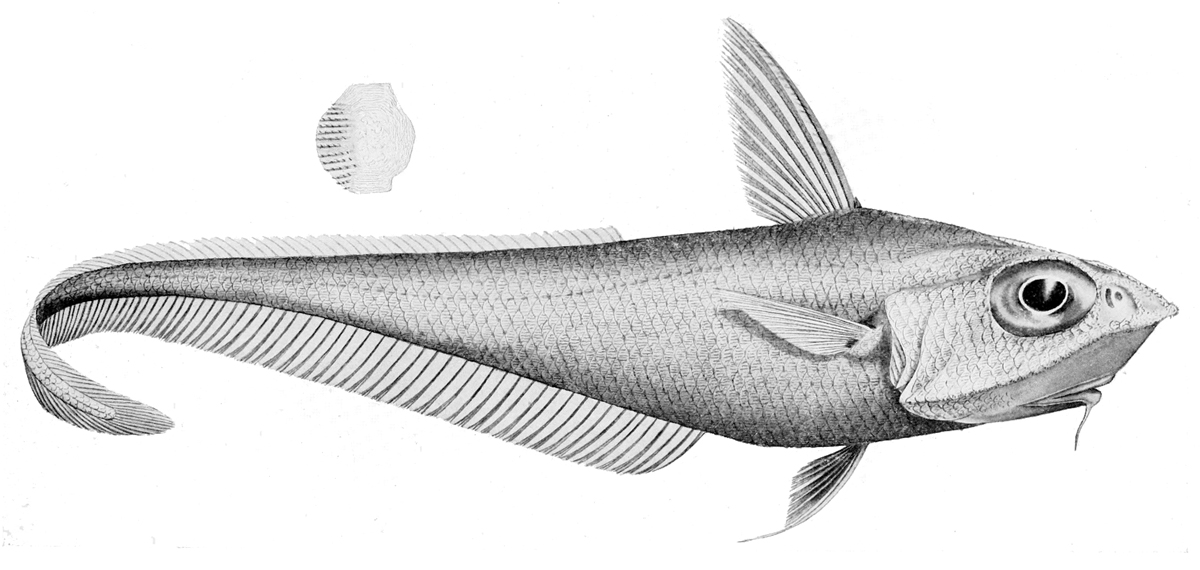
Coelorinchus mirus

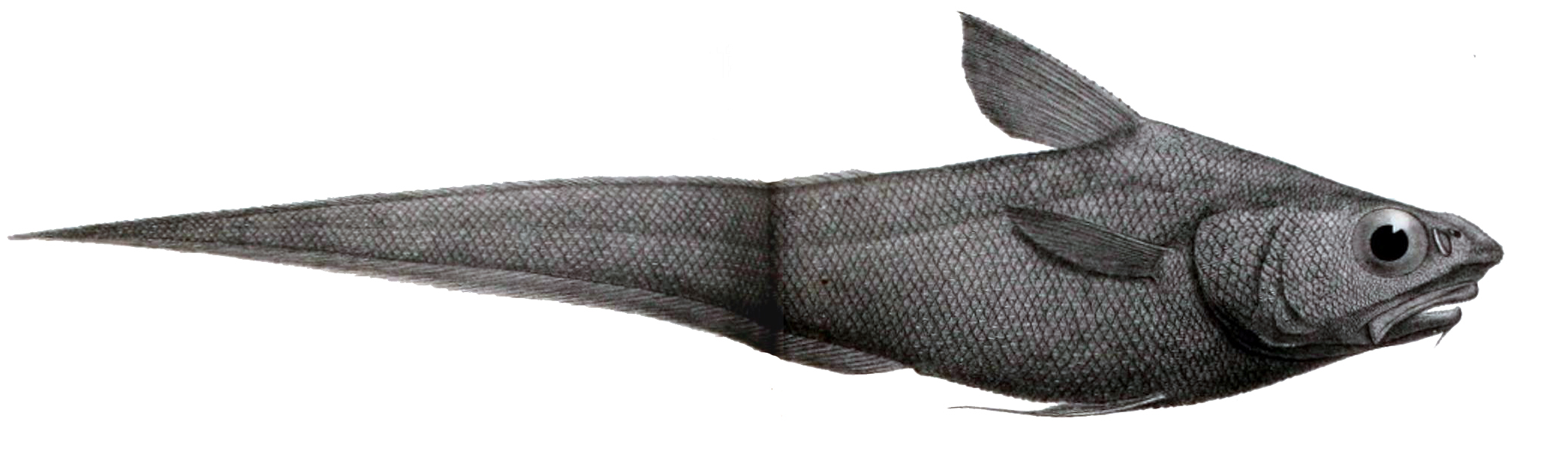
Coelorinchus occa

A Coelorinchus a sugarasúszójú halak (Actinopterygii) osztályának a tőkehalalakúak (Gadiformes) rendjébe, ezen belül a hosszúfarkú halak (Macrouridae) családjába tartozó nem.

## Rendszerezés
A nembe az alábbi 122 faj tartozik:
- Coelorinchus acanthiger Barnard, 1925
- Coelorinchus acantholepis Gilbert & Hubbs, 1920
- Coelorinchus aconcagua Iwamoto, 1978
- Coelorinchus acutirostris Smith & Radcliffe, 1912
- Coelorinchus amirantensis Iwamoto, Golani, Baranes & Goren, 2006
- Coelorinchus amydrozosterus Iwamoto & Williams, 1999
- Coelorinchus anatirostris Jordan & Gilbert, 1904
- Coelorinchus anisacanthus Sazonov, 1994
- Coelorinchus aratrum Gilbert, 1905
- Coelorinchus argentatus Smith & Radcliffe, 1912
- Coelorinchus argus Weber, 1913
- Coelorinchus aspercephalus  Waite, 1911
- Coelorinchus asteroides Okamura, 1963
- Coelorinchus australis (Richardson, 1839)
- Coelorinchus biclinozonalis Arai & Mcmillan, 1982
- Coelorinchus bollonsi McCann & McKnight, 1980
- Coelorinchus braueri Barnard, 1925
- Coelorinchus brevirostris Okamura, 1984
- Coelorinchus caelorhincus (Risso, 1810) - típusfaj
- Coelorinchus campbellicus McCann & McKnight, 1980
- Coelorinchus canus (Garman, 1899)
- Coelorinchus caribbaeus (Goode & Bean, 1885)
- Coelorinchus carinifer Gilbert & Hubbs, 1920
- Coelorinchus caudani (Köhler, 1896)
- Coelorinchus celaenostomus McMillan & Paulin, 1993
- Coelorinchus charius Iwamoto & Williams, 1999
- Coelorinchus chilensis Gilbert & Thompson, 1916
- Coelorinchus cingulatus Gilbert & Hubbs, 1920
- Coelorinchus commutabilis Smith & Radcliffe, 1912
- Coelorinchus cookianus McCann & McKnight, 1980
- Coelorinchus cylindricus Iwamoto & Merrett, 1997
- Coelorinchus denticulatus Regan, 1921
- Coelorinchus divergens Okamura & Yatou, 1984
- Coelorinchus dorsalis Gilbert & Hubbs, 1920
- Coelorinchus doryssus Gilbert, 1905
- Coelorinchus fasciatus (Günther, 1878)
- Coelorinchus flabellispinnis (Alcock, 1894)
- Coelorinchus formosanus Okamura, 1963
- Coelorinchus fuscigulus Iwamoto, Ho & Shao, 2009
- Coelorinchus gaesorhynchus Iwamoto & Williams, 1999
- Coelorinchus geronimo Marshall & Iwamoto, 1973
- Coelorinchus gilberti Jordan & Hubbs, 1925
- Coelorinchus gladius Gilbert & Cramer, 1897
- Coelorinchus goobala Iwamoto & Williams, 1999
- Coelorinchus gormani Iwamoto & Graham, 2008
- Coelorinchus hexafasciatus Okamura, 1982
- Coelorinchus hige Matsubara, 1943
- Coelorinchus hoangi Iwamoto & Graham, 2008
- Coelorinchus horribilis McMillan & Paulin, 1993
- Coelorinchus hubbsi Matsubara, 1936
- Coelorinchus immaculatus Sazonov & Iwamoto, 1992
- Coelorinchus infuscus McMillan & Paulin, 1993
- Coelorinchus innotabilis McCulloch, 1907
- Coelorinchus japonicus (Temminck & Schlegel, 1846)
- Coelorinchus jordani Smith & Pope, 1906
- Coelorinchus kaiyomaru Arai & Iwamoto, 1979
- Coelorinchus kamoharai Matsubara, 1943
- Coelorinchus karrerae Trunov, 1984
- Coelorinchus kermadecus Jordan & Gilbert, 1904
- Coelorinchus kishinouyei Jordan & Snyder, 1900
- Coelorinchus labiatus (Köhler, 1896)
- Coelorinchus lasti Iwamoto & Williams, 1999
- Coelorinchus leptorhinus Chiou, Shao & Iwamoto, 2004
- Coelorinchus longicephalus Okamura, 1982
- Coelorinchus longissimus Matsubara, 1943
- Coelorinchus macrochir (Günther, 1877)
- Coelorinchus macrolepis Gilbert & Hubbs, 1920
- Coelorinchus macrorhynchus Smith & Radcliffe, 1912
- Coelorinchus maculatus Gilbert & Hubbs, 1920
- Coelorinchus marinii Hubbs, 1934
- Coelorinchus matamua (McCann & McKnight, 1980)
- Coelorinchus matsubarai Okamura, 1982
- Coelorinchus maurofasciatus McMillan & Paulin, 1993
- Coelorinchus mayiae Iwamoto & Williams, 1999
- Coelorinchus mediterraneus Iwamoto & Ungaro, 2002
- Coelorinchus melanobranchus Iwamoto & Merrett, 1997
- Coelorinchus melanosagmatus Iwamoto & Anderson, 1999
- Coelorinchus mirus McCulloch, 1926
- Coelorinchus multifasciatus Sazonov & Iwamoto, 1992
- Coelorinchus multispinulosus Katayama, 1942
- Coelorinchus mycterismus McMillan & Paulin, 1993
- Coelorinchus mystax McMillan & Paulin, 1993
- Coelorinchus nazcaensis Sazonov & Iwamoto, 1992
- Coelorinchus notatus Smith & Radcliffe, 1912
- Coelorinchus obscuratus McMillan & Iwamoto, 2009
- Coelorinchus occa (Goode & Bean, 1885)
- Coelorinchus oliverianus Phillipps, 1927
- Coelorinchus osipullus McMillan & Iwamoto, 2009
- Coelorinchus parallelus (Günther, 1877)
- Coelorinchus pardus Iwamoto & Williams, 1999
- Coelorinchus parvifasciatus McMillan & Paulin, 1993
- Coelorinchus platorhynchus Smith & Radcliffe, 1912
- Coelorinchus polli Marshall & Iwamoto, 1973
- Coelorinchus productus Gilbert & Hubbs, 1916
- Coelorinchus pseudoparallelus Trunov, 1983
- Coelorinchus radcliffei Gilbert & Hubbs, 1920
- Coelorinchus scaphopsis (Gilbert, 1890)
- Coelorinchus semaphoreus Iwamoto & Merrett, 1997
- Coelorinchus sereti Iwamoto & Merrett, 1997
- Coelorinchus sexradiatus Gilbert & Hubbs, 1920
- Coelorinchus shcherbachevi Iwamoto & Merrett, 1997
- Coelorinchus sheni Chiou, Shao & Iwamoto, 2004
- Coelorinchus simorhynchus Iwamoto & Anderson, 1994
- Coelorinchus smithi Gilbert & Hubbs, 1920
- Coelorinchus sparsilepis Okamura, 1984
- Coelorinchus spathulatus McMillan & Paulin, 1993
- Coelorinchus spilonotus Sazonov & Iwamoto, 1992
- Coelorinchus spinifer Gilbert & Hubbs, 1920
- Coelorinchus supernasutus McMillan & Paulin, 1993
- Coelorinchus thompsoni Gilbert & Hubbs, 1920
- Coelorinchus thurla Iwamoto & Williams, 1999
- Coelorinchus tokiensis (Steindachner & Döderlein, 1887)
- Coelorinchus trachycarus Iwamoto, McMillan & Shcherbachev, 1999
- Coelorinchus triocellatus Gilbert & Hubbs, 1920
- Coelorinchus trunovi Iwamoto & Anderson, 1994
- Coelorinchus velifer Gilbert & Hubbs, 1920
- Coelorinchus ventrilux Marshall & Iwamoto, 1973
- Coelorinchus vityazae Iwamoto, Shcherbachev & Marquardt, 2004
- Coelorinchus quadricristatus (Alcock, 1891)
- Coelorinchus quincunciatus Gilbert & Hubbs, 1920
- Coelorinchus weberi Gilbert & Hubbs, 1920
- Coelorinchus yurii Iwamoto, Golani, Baranes & Goren, 2006